# King - Il re del mondo perduto
King - Il re del mondo perduto (King of the Lost World) è un film del 2005, prodotto dallo studio The Asylum, per la regia di Leigh Scott, liberamente ispirato al romanzo Il mondo perduto di Arthur Conan Doyle. Il film comunque, è molto più simile al remake di King Kong uscito nello stesso anno vista la presenza al centro della storia dello scimmione gigante, pertanto è considerato il mockbuster di quest'ultimo. Il film è descritto dai suoi produttori come "la storia classica che ha ispirato King Kong, Jurassic Park e Lost." È stato distribuito in Italia da EP Productions.

## Trama
Quattro superstiti di un incidente aereo, in una giungla remota del Sudamerica, incontrano dei pericoli in un luogo che il tempo ha dimenticato.
Nell'incidente, la cabina di comando e la parte anteriore dell'aereo si staccano e non vengono più ritrovate; l'unico modo di chiamare aiuto è di trovare la cabina di comando e radiotrasmettere una comunicazione. Qualcuno, scalando una piccola collina, vede la cabina di comando giacere ad un miglio di distanza. Insieme ad altri decidono di lasciare l'aereo e di raggiungere la radio. John Roxton ed Edward Malone fanno parte del gruppo che decide di attraversare la giungla.
Viaggiando attraverso la giungla, incontrano ragni e piante carnivore giganti, l’impronta di un umanoide gigantesco, i resti di una gigantesca lucertola alata e alcuni membri del gruppo perdono la vita.
Arrivati alla carlinga, notano che non si tratta dello stesso aereo sul quale hanno viaggiato. La radio e tutti gli altri importanti strumenti sono dispersi altrove nella giungla. Nel frattempo, alcune creature semi-umane, con il volto dipinto, catturano i passeggeri del viaggio.
Gli altri continuano a cercare la cabina di comando; il professor Challenger trova dei razzi e vuole trasformarli in una pistola abbagliante, ma fallisce. Facendo sosta presso una caverna per la notte, vengono attaccati da scorpioni giganti. Il gruppo fugge, ad eccezione di Roxton, che viene circondato dagli scorpioni. Riesce comunque a fuggire, dopodiché, insieme agli altri, viene catturato dalle creature semi-umane.
Queste creature si rivelano in realtà esseri umani che erano precipitati nella giungla tempo addietro e, una volta adattatisi, istituirono alcuni riti sacrificali, in cui donavano i loro prigionieri ai rettili volanti per placarli. Lo stesso destino, quindi, sarebbe ora toccato a loro. La cerimonia va a vuoto grazie all'irruzione una scimmia gigante. Molti vengono uccisi e la maggior parte fugge. Alcuni jet militari volano sopra la giungla ed attaccano la scimmia gigante, ma vengono abbattuti dagli attacchi del mostro. Challenger, che in precedenza aveva trovato un ordigno nucleare che voleva disinnescare, aiutato da Malone, decide di far esplodere la bomba, uccidendo la scimmia gigante. Nell'esplosione vengono coinvolti anche molti rettili volanti.
In seguito viene ritrovata la cabina di comando, che però risulta distrutta con tutte le altre attrezzature. Il gruppo rimane intrappolato nella giungla.

## Promozione
(Voce narrante nel trailer del film)